# Mafa (motorfiets)
Mafa is een historisch motorfietsmerk.
Mafa stond voor: Marienberger Fahrzeugfabrik Gebr. Sättler, Marienberg/Sachsen.
Mafa was een Duits merk dat DKW-tweetaktmotoren van 119 tot 246cc inbouwde, maar rond 1927 ook 348cc-kopklep- en 496cc-zijklepmotoren van Kühne gebruikte. De productie liep van 1923 tot 1927.